# Paura di Dio
Paura di Dio è la seconda raccolta di poesie della scrittrice italiana Alda Merini.
La raccolta, pubblicata da Scheiwiller nel 1955 contiene i testi che vanno dal 1947 al 1953 alcuni dei quali molto potenti come "Il testamento" dal quale si trae un presagio di morte e di follia; "Amo, e Tu sai", una vibrante preghiera dove la giovane autrice confessa la sua stanchezza per ... il fantasma del vuoto alle mie case!; "Dies Irae", risalente al 21 settembre 1953 dedicata al marito Ettore Carniti dove si coglie, negli ultimi versi, ... ma con mille tramonti alle mie spalle/ quante volte, amor mio, tu mi disdegni una tremante invocazione e la paura di non essere abbastanza amata; "Lamento di un morto" dove si avverte un accento drammatico nei versi ... Il mio Dio sta immerso/ di là d'un palmo, e ho le dita monche/ per raggiungerLo in pieno che la condurrà a sognare, nella poesia "Solo una mano d'angelo" qualcuno in cui poter lasciarsi andare con il suo pianto: Solo una mano d'angelo/ intatta di sé, del suo amore per sé,/ potrebbe/ offrirmi la concavità del suo palmo/ perché vi riversi il mio pianto.
Il tema del sacro e quello della morte pervadono altre liriche di questa raccolta, come in "Maria Egiziaca", "Resurrezione di Cristo", "Pax" o "Gli antenati di Cristo", e pur si avvertono le incrinature della sensualità, come in "Queste folli pupille" o "Da questi occhi", che incutono un senso di angoscia e di paura.
"Paura", scrive Maria Corti, "di colui che ha due Volti, uno di luce l'altro fosco, tenebroso, per cui la costante situazione erotica della Merini e il suo misticismo sembrano quasi illustrare una inconsapevole vocazione manichea dell'autrice."
Dove vita, di sé fatta più piena/ ci divide dal corpo/ e ci annovera al gregge di un Pastore/ costruito di luce/ nasce morte per te. D'ogni dolore/ parto ultimo e solo/ che mai possa procedere dal seno.../ Eppure a noi lontano desiderio/ viene a fatica dentro giorni oscuri/ ma se calasse nella perfezione/ di sua vera natura/ presto cadremmo affranti dalla luce. (da Pax)
Perché ancora alla mente/ traccia sopporto corporale d'ieri,/ premere con la mano ritemprata/ questo sasso mi è dolce/ come a provare il fascino di Dio. (da Resurrezione di Cristo)
Se giungo dalle tenebre feroci,/ fate che trovi intatto ogni confine! (da Sorgente)